# Stanisław Mrówka
Stanisław Grzegorz Mrówka (ur. 9 maja 1933 w Warszawie, zm. 16 lipca 2010 w Cambridge (Massachusetts)) – polski matematyk zajmujący się topologią ogólną, teorią wymiaru i logiką formalną.

## Życiorys
Studiował matematykę na Wydziale Matematyki, Fizyki i Chemii Uniwersytetu Warszawskiego. Jako student III roku matematyki powołany został od 1 grudnia 1952 roku na zastępcę asystenta przy Katedrze Topologii kierowanej przez Kazimierza Kuratowskiego. Dyplom magistra uzyskał 29 czerwca 1955 na podstawie pracy Teoria przestrzeni bliskości. 25 czerwca 1959 doktoryzował się tamże na podstawie rozprawy pt. Zarys teorii Q-przestrzeni i ich zastosowań, napisanej pod kierunkiem Kazimierza Kuratowskiego. Od 1959 zatrudniony w Instytucie Matematycznym Polskiej Akademii Nauk. Od 1961 na Pennsylvania State University a następnie na State University of New York w Stanach Zjednoczonych, gdzie od 1963 był profesorem.
Z nazwiskiem Stanisława Mrówki kojarzone są takie nazwy pojęć i twierdzeń matematycznych jak przestrzeń Mrówki czy twierdzenie Kuratowskiego-Mrówki.